# Разпяване
Разпяването включва серия от упражнения, подготвящи гласа за пеене. То има за цел да подготви за работа най-вече гласните струни и несъмнено спомага за увереността на изпълнителя по време на изпълнение. Обикновено по време на разпяване един изпълнител „обхожда“ целия си вокален диапазон.
В полза на изпълнителя е да покачи (или смъкне) с един тон тоналността на изпятото всеки следващ път, именно за да „обходи“ целия си вокален диапазон.
Съществуват редица упражнения, чрез които може гласът да бъде подготвен за пеене, сред които „ми-ме-ма-мо-му“, „качвам се по стълбичка и надолу слизам“ и др. Откъс от песен също би могъл да послужи като упражнение.